# Camille du Gast
Camille du Gast, Marie Marthe Camille Desinge du Gast o Camille Crespin du Gast (30 de mayo de 1868-24 de abril de 1942) fue una de las tres celebridades pioneras francesas de la Época Bella junto a Hélène de Rothschild y Anne de Rochechouart de Mortemart. Fue conocida como una de las viudas más ricas y exitosas de Francia. Fue aeronauta de globo,  paracaidista, esgrimista, toboganista, esquiadora, tiradora con pistola y rifle, entrenadora de caballos, concertista de piano y cantante. Fue la segunda mujer en competir en una carrera automovilística internacional.
En Francia alcanzó también reconocimiento por su extenso trabajo caritativo. Fue presidenta de la Sociedad Protectora de los Animales (Société protectrice des animaux, SPA) hasta su muerte y su campaña contra el toreo incluyó acciones disruptivas en las plazas. Proveyó cuidados sanitarios a mujeres y niños desvalidos en París, tarea que continuó durante la ocupación alemana en la Segunda Guerra Mundial.
También fue una feminista pionera y fue vicepresidenta de la Liga Francesa de los derechos de la Mujer (Ligue Française du Droit des Femmes) después de la Primera Guerra Mundial. En 1904 se convirtió en la única dirigente femenina del Club Automovilístico Francés (Automobile Club de France, ACF).
La prensa la llamaba "la amazona" y "la Valquiria del automóvil" (la Walkyrie de la Mécanique).

## Biografía

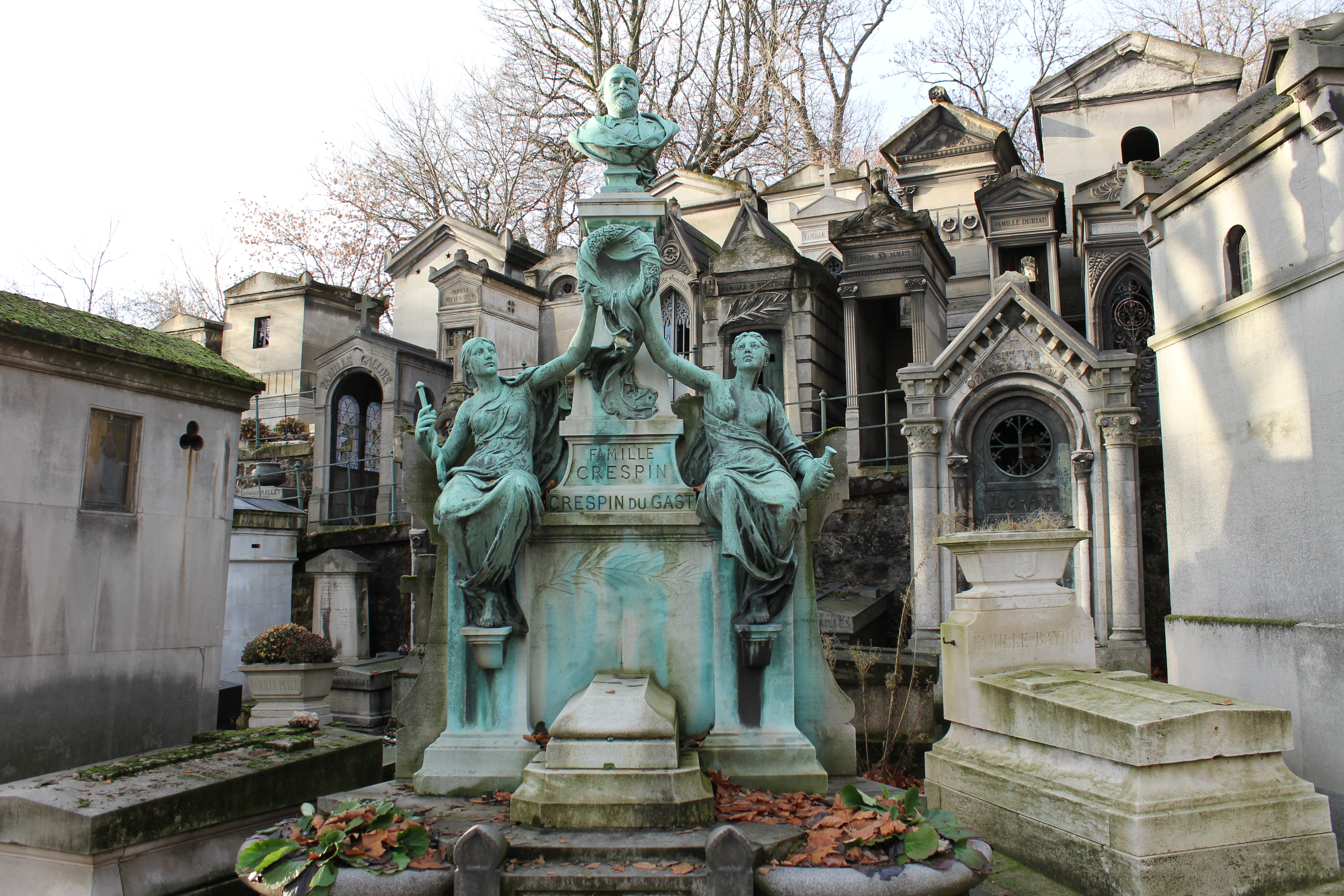
Cripta familiar Crespin en el cementerio del Père-Lachaise, en París.

Marie Marthe Camille Desinge du Gast fue la más joven de sus hermanos y de niña era considerada un marimacho.
En 1890 contrajo nupcias con Jules Crespin, quien era gerente y accionista mayoritario de Dufayel, una de las más grandes tiendas departamentales francesas. Jules Crespin murió joven (en 1896 o 1897), a la edad de 27 años, dejando a su viuda y a su única hija en la opulencia. Esta situación económica favorable la estimuló para participar en actividades deportivas.
Debido a su perfil multideportivo, James Gordon Bennett, Jr. (editor del New York Herald) la describió como "la mejor deportista de todos los tiempos".
Después de un intento de asesinato por parte de su propia hija en 1910, Du Gast se dedicó con más devoción al cuidado de sus animales, hasta su muerte en 1942. Fue sepultada en la cripta familiar Crespin en el cementerio del Père-Lachaise, de París.

## Trayectoria deportiva

### Aeronáutica en globo y paracaidismo
Du Gast y su esposo eran entusiastas aeronautas de globos aerostáticos y voló con el piloto semi-profesional Louis Capazza. En 1895 saltó de un globo a una altura de 610 m usando un paracaídas. El globo era uno de los dos usados para la publicidad de la tienda de su esposo en fiestas y eventos públicos, aunque él insistía en que ella usara su nombre de soltera, Du Gast, para evitar que sus saltos fueran considerados un acto publicitario.

### Automovilismo
Du Gast se impresionó con el inicio de la carrera Gordon Bennett Cup de 1900, cuya trayectoria fue de París a Lyon. En 1901 poseía un Peugeot y un Panhard et Levassor, lo que ayudó a estimular su interés en conducir y correr deportivamente. Du Gast es considerada una de las primeras mujeres en obtener una licencia de conducir. Su ímpetu y atrevimiento era tal, que logró convertirse en la única dirigente femenina del Club Automovilístico Francés (ACF, por sus siglas en francés) el 1 de diciembre de 1904.(Source: Official Journal of the A.C.F)
En 1901, Du Gast y la baronesa Hélène van Zuylen, esposa del presidente del ACF, fueron las únicas mujeres participantes en la carrera de París a Berlín. La baronesa Zuylen ya había competido en la carrera París-Ámsterdam-París en 1898, por lo que Du Gast fue la segunda mujer en participar en una carrera internacional. Du Gast fue acompañada por Hélie de Talleyrand-Périgord, Príncipe de Sagan, como su mecánico. Su automóvil Panhard de 20 CV no era apto para carreras deportivas, por ello comenzó la carrera en el último lugar de 122 participantes, pero la concluyó en el 33.er puesto, después de un recorrido total de 25 horas 30 minutos y 23 segundos. Con su resultado, también alcanzó el 19.º lugar de la categoría "Clase pesada".
En 1902 du Gast compitió en la carrera de París a Viena. También intentó inscribirse en la carrera de Nueva York a San Francisco, pero su solicitud fue rechazada por los organizadores por ser mujer.
Para la carrera París-Madrid de 1903, du Gast fue convencida por Adrien de Turckheim para conducir uno de sus autos De Dietrichs de 5,7 litros. Aunque De Gast era popular entre el público francés, la hostilidad a las mujeres pilotos fue ejemplificada por un comentario acerca de ella publicada en The Autocar:  "Los galantes franceses aplaudieron y levantaron sus sombreros, pero, entre nosotros, debemos confesar un sentimiento de duda acerca de si las duras carreras de larga distancia son un asunto propio para las damas."
La llamada "Carrera de la muerte" estuvo marcada por accidentes mortales de dos conductores más seis espectadores (el número total de víctimas mortales nunca fue registrado), por lo que el gobierno francés decidió detenerla en Bordeaux. Du Gast comenzó en la vigesimonovena posición y subió nueve puestos en los primeros 120 kilómetros. Ya había escalado hasta el octavo lugar cuando se detuvo cerca de Libourne para auxiliar a su compañero de equipo, el inglés Phil Stead, quien estaba atrapado bajo su auto después de que volcara en un zanja. Lo cuidó hasta que llegó una ambulancia; los doctores que atendieron a Stead le atribuyeron a ella la salvación de su vida. Du Gast reinició la carrera y llegó a Bordeaux en el 77.º. lugar, cuando la carrera fue detenida.
En 1904 la constructora Mercedes Benz le ofreció un asiento para la Copa Gordon Bennet (Gordon Bennett Cup) por su desempeño en la carrera de 1903, pero para entonces el gobierno francés había prohibido la participación de mujeres en el automovilismo, debido al "nerviosismo femenino".
Un año más tarde, en julio de 1905, Du Gast compitió en la prueba inaugural de la carrera Brighton Speed Trials, donde condujo un automóvil de 35 HP, aunque fue derrotada por Dorothy Levitt, quien condujo su auto Napier de 80 HP para establecer el récord mundial femenino de velocidad.

### Motonáutica

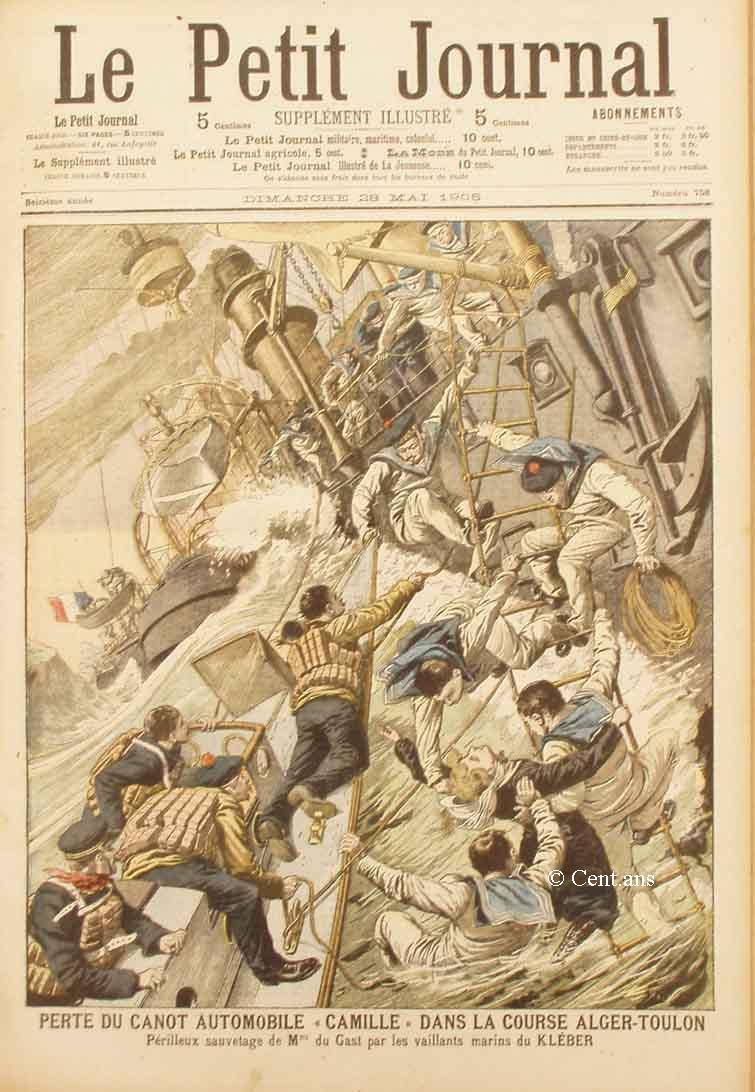
Portada de Le Petit Journal del 28 de mayo de 1905 - Camille du Gast -
Rescate en la carrera Algier-Toulon
(Rescue on the Algiers - Toulon race).

En 1904 el gobierno francés prohibió la participación de mujeres en el automovilismo forzando a Du Gast a cambiarse a la motonáutica con lanchas motoras. La misma tenía menos de un lustro de haber iniciado en Francia pero ya se había convertido en el nuevo deporte en boga, con velocidades que igualaban las del automovilismo en la última década del siglo diecinueve. La deplorable imagen causada por el evento mortal de la carrera París-Madrid en 1903 provocó que las pruebas del calendario náutico para 1905 excedieran ya en número e importancia a aquellas del automovilismo y atrajeran igualmente mucho público.
En septiembre de 1904 Du Gast pilotó la lancha Marsoin impulsada por un motor Darracq en el Río Sena, en la región de Juvisy-sur-Orge, en las afueras de París. De acuerdo a la prensa, Du Gast lo hizo con gallardía, atrayendo la atención por su elegancia en el vestir.
En abril de 1905 Du Gast compitió en la prueba de Mónaco en su lancha La Turquoise, de la marca Tellier fils & Gérard e impulsada por un motor Panhard de 6 cilindros y 150 caballos de fuerza; sin embargo, no terminó la carrera, la cual fue ganada por S. F. Edge en su Napier II en 1 hora y 5 minutos.
Un mes más tarde, Du Gast compitió en la carrera transmediterránea de Argel a Tolón en su lancha Camille, construida específicamente para el evento y la cual era impulsada por un motor de 90 caballos de fuerza de la firma Charron, Girardot et Voigt (C.G.V.). Durante la segunda etapa de la prueba, una violenta tormenta hundió seis de las siete lanchas participantes, incluyendo la Camille. Dos meses después, Du gast fue declarada la ganadora de la prueba por haber sido la participante que más se acercó a la meta antes del hundimiento.

## Otras actividades

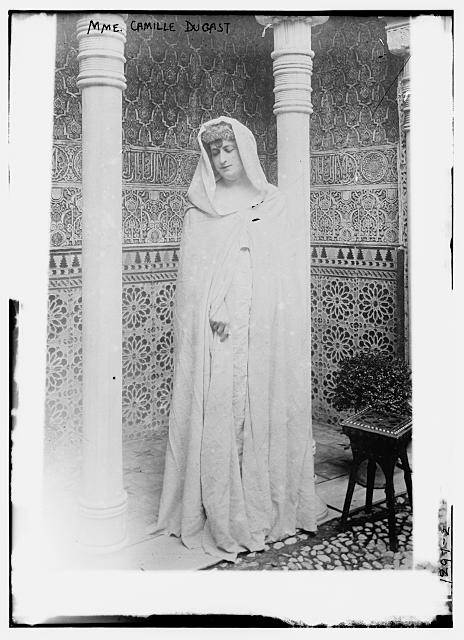
Camille du Gast en Marruecos, un viaje que ella describió en el artículo Ce que m’a dit le Rogui, publicado en Je sais tout en 1909

### Viajes y trabajo gubernamental
Después de la muerte de su esposo, Du Gast viajó extensamente. En 1906 hizo un viaje a caballo por Marruecos, el cual documentó en su artículo Ce que m’a dit le Rogui,, publicado en la revista Je sais tout en 1909. En 1910 y en 1912 visitó nuevamente Marruecos, estas veces por encargo del gobierno francés para realizar labores diplomáticas encaminadas a incrementar su influencia en la región.

### Publicaciones
Du Gast publicó varios artículos acerca de sus logros deportivos, entre ellos:
- A deux doigts de la mort (Al borde de la muerte), en la revista Je sais tout el 15 de febrero de 1905, en el que describió la carrera de motonáutica de Argel a Tolón.[1]

- Ce que m’a dit le Rogui, (Lo que el Rogui me dijo), publicado en la misma revista en 1909; la crónica de su viaje a caballo por Marruecos.[3]

También publicó narraciones de sus viajes en la revista femenina La Vie heureuse, en la cual se describía a sí misma como exploradora.

### Labores caritativas
Camille du Gast fue reconocida por su labor altruista, particularmente en el cuidado y protección de los animales (fue presidenta de la Sociedad Protectora de los Animales de 1910 a 1942), así como en el combate al toreo.
Por otra parte, Du Gast trabajó con mujeres y niños discapacitados, estableciendo orfanatos y centros de ayuda a mujeres en condiciones de pobreza. Este trabajo lo continuó durante la ocupación alemana y hasta su fallecimiento.

### Feminismo
Du Gast fue una feminista preocupada con el avance de los derechos de las mujeres. Fue vicepresidenta de la Liga Francesa de los Derechos de la Mujer (Ligue Française du Droit des Femmes) después de la Primera Guerra Mundial. Su preeminencia y el papel del deporte en las victorias femeninas fueron tratados en el libro "Cincuenta Años de Feminismo" (Cinquante-ans de féminisme: 1870-1920), publicado por la Liga Francesa de los Derechos de la Mujer en 1921.